# Desmostylis gerdesi
Desmostylis gerdesi är en kräftdjursart som beskrevs av Brandt 2002C. Desmostylis gerdesi ingår i släktet Desmostylis och familjen Macrostylidae. Inga underarter finns listade i Catalogue of Life.